# Douglas A-3 Skywarrior
El Douglas A-3 Skywarrior fue un bombardero estratégico, diseñado por la Douglas Aircraft Company para la Armada de los Estados Unidos en los años 50, y fue uno de los aviones embarcados con mayor tiempo en servicio de la historia. Entró en servicio a mediados de la década de 1950 y se retiró a finales de 1991. Durante muchos años después de su introducción, también fue la aeronave más pesada que operaba desde un portaaviones, ganándose el sobrenombre de "The Whale" (La Ballena).
Su función principal durante el tiempo que prestó servicio en la Armada de los Estados Unidos fue de bombardeo estratégico, pero también fue usado como plataforma de guerra electrónica, plataforma de reconocimiento aéreo táctico, y cisterna de reabastecimiento aéreo de alta capacidad.

## Diseño y desarrollo

### Diseño
La Armada quería a finales de la década de 1940 dotarse con un bombardero nuclear y así competir con la Fuerza Aérea. Inicialmente se pensó en el Lockheed P2V Neptune, pero el sentido común se impuso y nació el AJ-1 Savage. Sabiendo que el futuro eran los reactores la Armada quería algo mejor, y más grande. El requerimiento inicial de 1947 implicaba un bombardero de 45 toneladas, multiplicando hasta por cuatro el peso y tamaño de los aviones embarcados con que contaba la US Navy en la época. ´Para ese avión se prevía la entrada en servicio de una nueva clase de portaviones, también colosal. El avión debía llevar una bomba atómica, casi 5 toneladas de peso en aquella época, a grandes distancias. Ed Heineman, jefe de diseño de Douglas, redujo el peso a 30 toneladas ya que Douglas temía que el portaaviones U.S.S. United States fuera cancelado para asignar fondos a la Fuerza Aérea. Así sucedió finalmente y la Armada protestó, pero gracias a la previsión de Heineman el avión podría operar desde los portavions en servicio. El programa siguió adelante en su nueva versión del bombardero que acabaría siendo el Skywarrior.
La guerra de Corea hizo que saliera adelante la clase Forrestal, portaaviones a los que se destinaría el avión. Los ingenieros de Douglas diseñaron un reactor potente, fácil de mantener y sencillo de convertir para otras misiones con aparatos y tripulación extra. La bondad y versatilidad del diseño lo probaron sus 40 años de servicio.
Avión naval bimotor de ala alta, con capacidad para operar desde portaviones y equipado con motores a reacción que colgaban en dos góndolas bajo las alas, que eran en flecha para tener mejores prestaciones de vuelo a gran altitud y velocidad. Los ingenieros de Douglas descartaron las sugerencias de la Armada y apostaron por el motor P&W J57. El piloto y el copiloto estaban sentados uno junto al otro, y entraban a la cabina de mando por una compuerta lateral.
El tren de aterrizaje era alto y reforzado, conectado al fuselaje central para aumentar su resistencia en las operaciones de apontaje (aterrizaje) y despegue en el portaviones, la cabina de mando era de tipo convencional con una gran visibilidad a los costados de la aeronave, se proyectaba sobre el fuselaje central en forma de cúpula, para permitir tener una mayor visibilidad.
Podía transportar un depósito de combustible externo bajo el fuselaje central, equipado con canasta y manguera flexible, para el repostaje en vuelo de combustible a otros aviones del ala de combate, y también fue equipado con una sonda de repostaje al costado del fuselaje central, para recibir combustible en vuelo desde otros aviones cisterna y mantenerse volando durante varias horas, en las misiones de combate durante la guerra de Vietnam.
Fue reemplazado de forma programada por el avión de patrulla y guerra antisubmarina Lockheed S-3 Viking, de menor tamaño, más ligero y fácil de operar desde la cubierta de un portaviones, que también tenía dos motores a reacción bajo las alas, y podía efectuar las mismas misiones de reconocimiento y servir como avión cisterna de combustible de otros aviones de combate, mientras que las operaciones de bombardeo naval quedaron a cargo de los nuevos aviones Douglas A-4 Skyhawk.

### Historia operacional

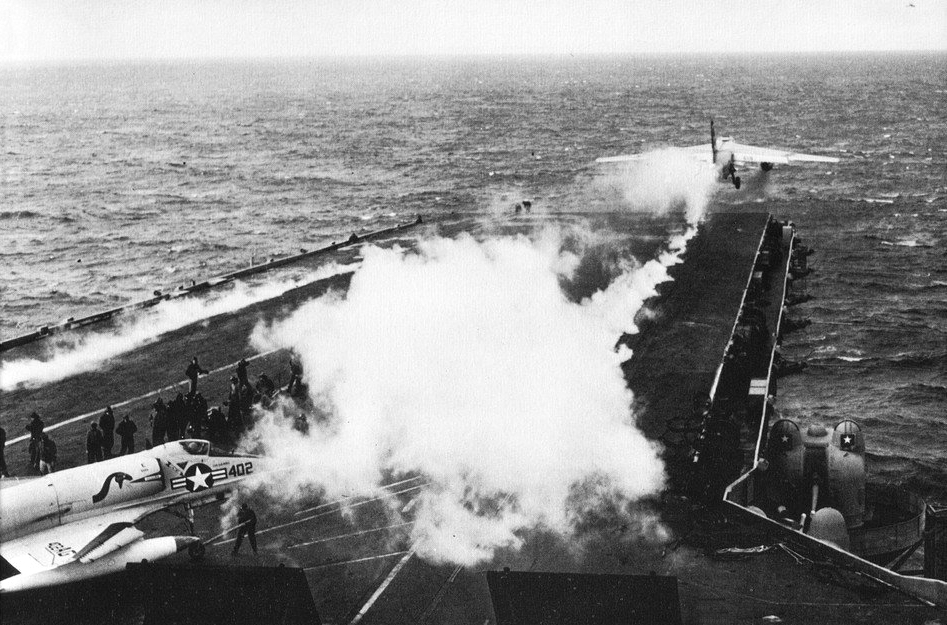
Douglas A3D-2 Skywarrior del VAH-1 despega del portaviones USS Independence (CVA-62).

El A3 Skywarrior sirvió en la Armada de EE. UU. de 1956 hasta 1991. Bautizado por las tripulaciones de los portaaviones como La Ballena realizó múltiples misiones. La instalación de cubierta de vuelo angulada y catapultas de vapor en los portaviones clase Essex y clase Midway significó que el avión también podía operar desde ellos. 
La carrera del A3 en la Armada comenzó el 31 de marzo de 1956. Ese día se entregaron cinco A3D-1 were al Heavy Attack Squadron One (VAH-1) de la US Navy. Se comenzó a entrenar en su rol de bombardero nuclear y la Armada pronto comprobó su gran autonomía cuando los aviones del VAH-1 durante unas maniobras despegaron del portaviones USS Shangri-la en el Pacífico y volaron asta su base en Jacksonville, Florida. Se fueron constituyendo nuevos escuadrones con los aviones A3D-2 que se iban recibiendo hasta llegar a 18 escuadrones en 1961. A la versión A3D de ataque se le unieron la A3D-2Q de reconocimiento electrónico, la A3D-2P de reconocimiento fotográfico y la A3D-2T de entrenamiento.

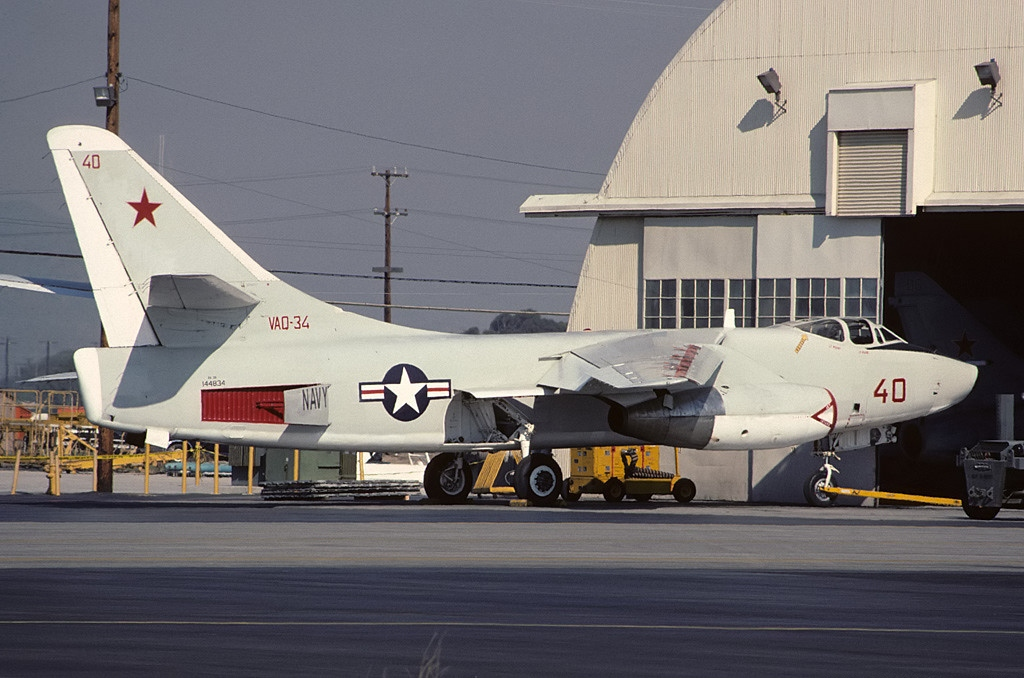
Douglas UA-3B Skywarrior del VAQ-34. La estrella roja en la cola indica que pertenece a un escuadrón que realiza el rol de Agresor.

La aparición de submarinos lanzamisiles y los cada vez más frecuentes despliegues de los portaviones en conflictos locales hizo que el rol de ataque nuclear se abandonara. En 1962 los A3D-1 y A3D-2 pasaron a ser denominados oficialmente A-3A y A-3B. La Armada encontró una nueva misión para los A-3B, convirtiéndolos en aviones cisterna KA-3B. Años más tarde llegaría la versión EKA-3B, cisterna y aviones de contramedidas electrónicas en el mismo paquete. Los portaviones empezaron a embarcar de manera regular un destacamento de KA-3B o EKA-3B.
En la guerra de Vietnam los Skywarior realizaron algunas misiones de bombardeo en Vietnam del Sur y Vietnam del Norte a partir de 1965. Este tipo de misiones no duraron mucho y pronto los aviones se destinaron a misiones menos vistosas pero de gran importancia para las operaciones. Los KA-3B actuaron como avión cisterna embarcado, siempre se intentaba que durante las operaciones hubiera uno en el aire. No menos importantes fueron los EKA-3B, ya que cada avión cuando apoyaba las misiones de ataque actuaba simultáneamente como avión cisterna y realizaba interferencia electrónica. Como aviones cisterna salvaron muchas vidas y muchos aviones. Como aviones de guerra electrónica fueron una gran ayuda para interferir el sistema de defensa aérea de Vietnam del Norte. Además en Vietnam los aviones realizaron misiones de reconocimiento por toda la región, a veces clandestinas ya que oficialmente tenían prohibido sobrevolar algunas áreas. hacia el final de la guerra los EA-6B y KA-6D ya empezaron a reemplazar a los 'Skywarrior.
Tras la guerra de Vietnam el A-3 comenzó a ser completamente sustituido por los aviones de guerra electrónica EA-6A y EA-6B así como por el avión cisterna KA-6D. Aunque más modernos y compartiendo la misma plataforma que el Grumman Intruder A-6 la Armada no vio con agrado como ahora eran necesarios más aviones y tripulaciones para realizar la misma función de avión cisterna. Para el año  1976 los EA-3B y RA-3B solo eran operados por dos escuadrones, VQ-1 y VQ-2, mientras que otras versiones equipaban a los escuadrones de la reserva naval VAQ-208 y VAQ-308.
En 1983 se creó el escuadrón VAQ-34 para proporcionar el entrenamiento electrónico hostil más realista posible. El escuadrón debía realizar el rol de agresor en los ejercicios de la flota para contribuir así mejorar el entrenamiento en defensa aérea, guerra y vigilancia electrónicas, control de las emisiones y hacer frente a ataques con misiles. Se recuperaron ocho RA-3B almacenados en Davis-Monthan, que se convirtieron en ERA-3B, algunos decorados con estrellas rojas en sus colas. Estos ERA-3B no operaron desde portaviones por la sensibilidad de algunos de sus equipos electrónicos.

## Variantes

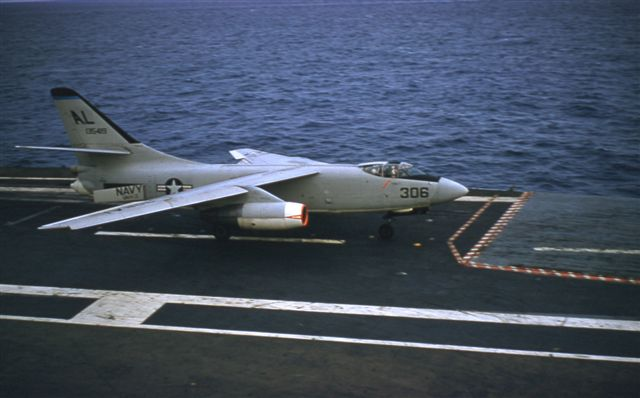
Un A3D-1 del Escuadrón de Ataque Pesado 3 (VAH-3) en el USS Franklin D. Roosevelt en 1957.

XA3D-1
Dos prototipos equipados con los turborreactores Westinghouse J40, no tenían cañones en la torreta de cola.
YA3D-1 (YA-3A)
Un prototipo de preproducción con motores Pratt & Whitney J57, más tarde utilizado para realizar pruebas en el Centro de Pruebas de Misiles del Pacífico.
A3D-1 (A-3A)
49 unidades de producción inicial.
A3D-1P (RA-3A)
Un A3D-1 convertido en el prototipo A3D-2P que llevaba una cámara en la bodega de armas.
A3D-2 (A-3B)
Versión definitiva que entró en producción general, con un fuselaje más largo, motores más potentes y un dispositivo para convertirse en cisterna. 164 unidades producidas.
A3D-2P (AR-3B)
30 aviones de reconocimiento, con 12 cámaras en la bodega de armas, y bombas fotoflash. El aumento de la presurización en el avión le permite al operador de las cámaras entrar en la bodega para realizar un mejor servicio.
A3D-2T (EA-3B)
24 aviones de EW (Guerra Electrónica), con el compartimiento de armas presurizado operado por un oficial de EW y tres operadores de ESM, equipado con varios sensores.
A3D-2T (TA-3B)
12 aviones de bombardeo-entrenamiento, cinco aviones se convirtieron más tarde en transporte VIP (rebautizándose UTA-3B).
KA-3B
85 bombarderos A-3B, modernizados en 1967 para desempeñarse como cisternas de reabastecimiento en vuelo.
EKA-3B
34 cisternas KA-3B modificados para doble propósito, contramedidas electrónicas y cisterna de reabastecimiento en vuelo.
ERA-3B
8 RA-3B convertidos en agresores electrónicos (principalmente para simular ser aviones rusos en ejercicios en mar abierto), con un cono en la cola que albergaba equipos ECM.
NRA-3B
6 RA-3B convertidos para realizar misiones de entrenamiento, no combate real.
VA-3B
2 EA-3B convertidos para transporte VIP, ambos aviones fueron asignados la Jefatura de Operaciones Navales de la Base Aérea Andrews, en Washington D. C.
NTA-3B
Un avión convertido por Hughes/Raytheon, usado para probar el radar para el F-14D Super Tomcat.

### B-66 Destroyer
La Fuerza Aérea de los Estados Unidos ordenó 294 B-66 Destroyer, la mayoría de los cuales fueron utilizados en tareas de reconocimiento y guerra electrónica. Fue equipado con asientos eyectables.

## Operadores
Estados Unidos
- Armada de los Estados Unidos

Escuadrones de bombardeo
- VAH-1 SMOKIN' TIGERS
- VAH-2 ROYAL RAMPANTS
- VAH-3 SEA DRAGONS
- VAH-4 FOURRUNNERS
- VAH-5 SAVAGE SONS
- VAH-6 FLEURS
- VAH-7 PEACEMAKERS OF THE FLEET
- VAH-8 FIREBALLERS
- VAH-9 HOOT OWLS
- VAH-10 VIKINGS
- VAH-11 CHECKERTAILS
- VAH-13 BATS
- VAH-123 PROS

Escuadrones de aviones cisterna
- VAK-208 JOCKEYS
- VAK-308 GRIFFINS
- VAK-1020

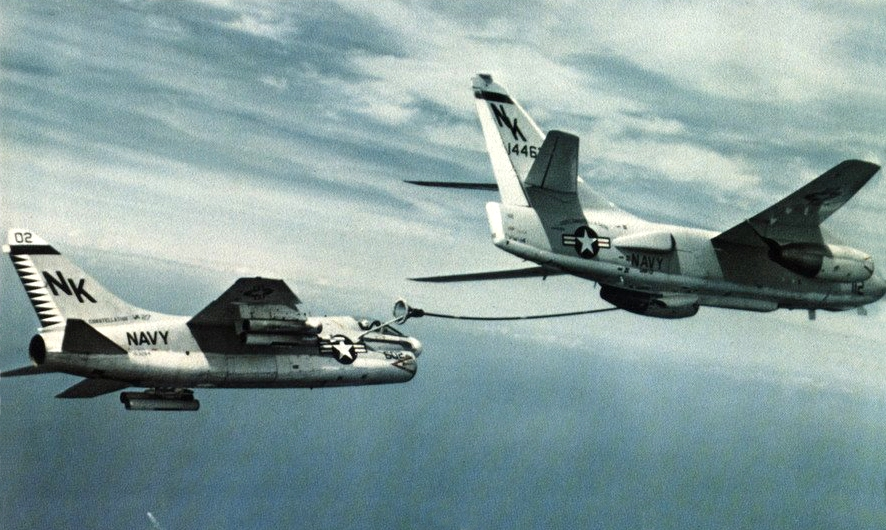
Douglas EKA-3B del VAW-13 reabasteciendo a un A-7A Corsair frente a las costas de Vietnam.

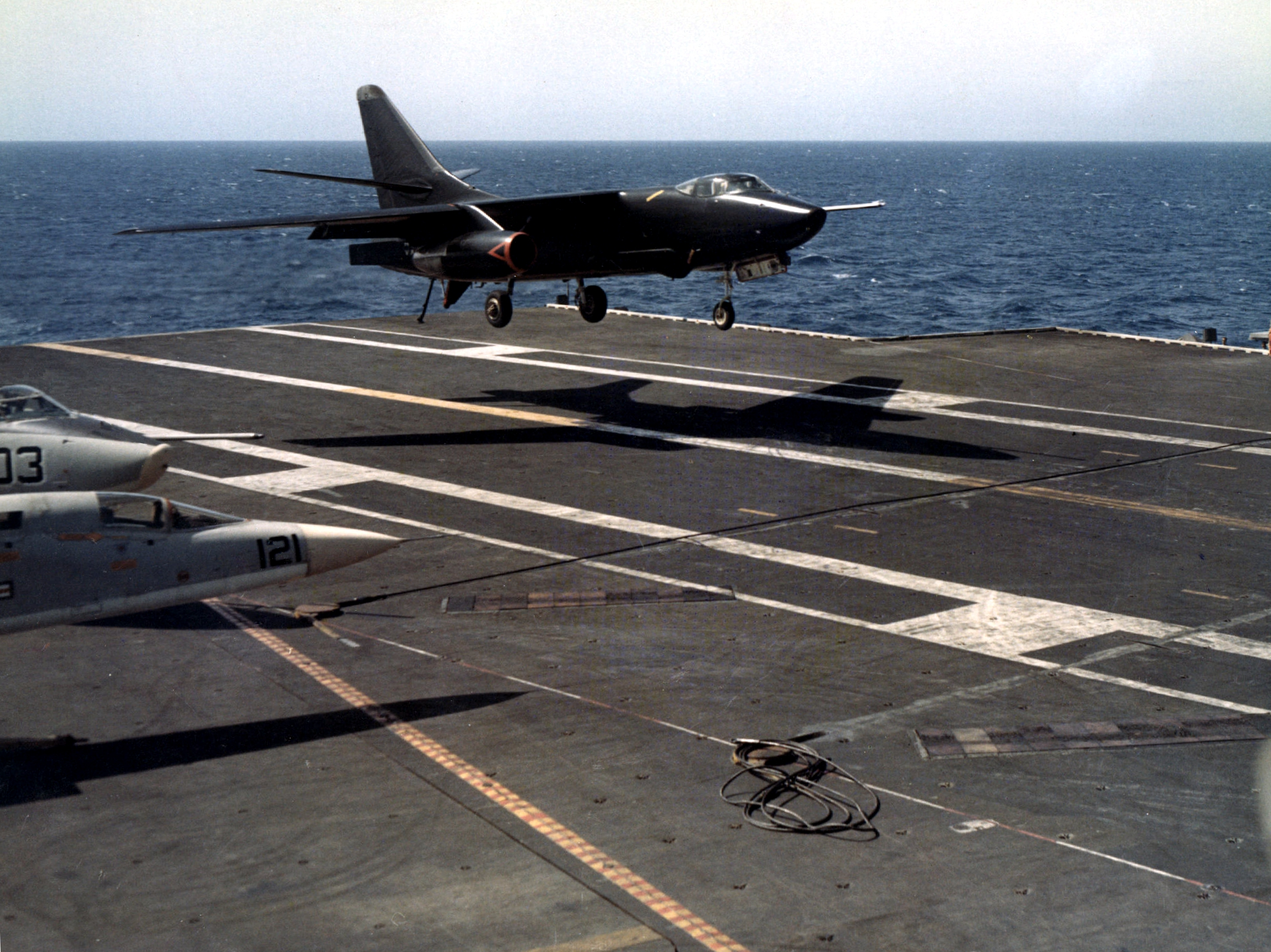
Douglas RA-3B del VAP-61. Su pintura se debe a las misiones nocturnas de reconocimiento que realizaba.

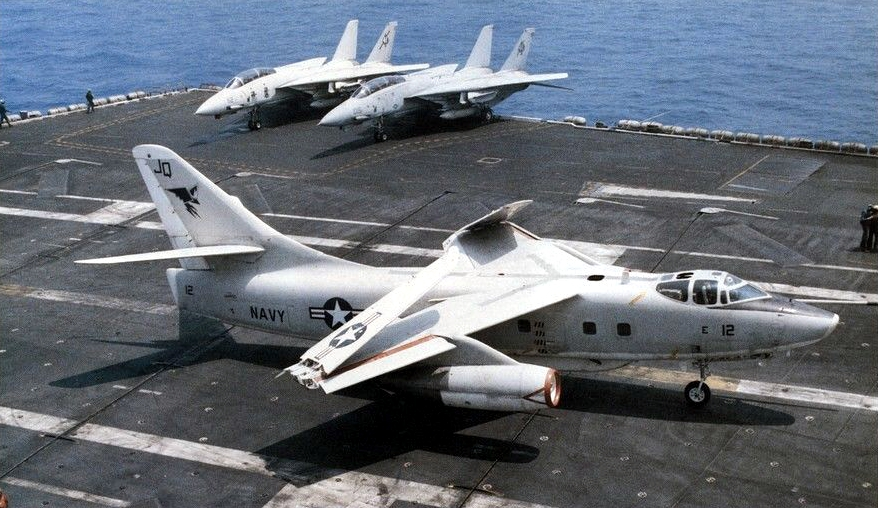
EA-3B del VQ-2 a bordo del USS Nimitz(CVN-68), 1985.

Escuadrones reconocimiento y guerra electrónica
- VAP-61 WORLD FAMOUS
- VAP-62 TIGERS
- VCP-63 EYES OF THE FLEET
- VAQ-33 FIREBIRDS"
- VAQ-34 FLASHBACKS"
- VAQ-129 VIKINGS
- VAQ-130 ZAPPERS
- VAQ-131 HOLLYGREENS
- VAQ-132 SCORPIONS
- VAQ-133
- VAQ-134 GARUDAS
- VAQ-135 BLACK RAVENS
- VQ-1 WORLD WATCHERS
- VQ-2 BATMEN

## Especificaciones (A3D-2/A-3B Skywarrior)
Referencia datos: Aeronaves de McDonnell Douglas desde 1920

### Características generales
- Tripulación: 3
- Longitud: 23,3 m (76,3 ft)
- Envergadura: 22,1 m (72,5 ft)
- Altura: 7 m (22,8 ft)
- Superficie alar: 75,4 m² (811,6 ft²)
- Peso vacío: 17 876 kg (39 398,7 lb)
- Peso cargado: 31 750 kg (69 977 lb)
- Peso útil: 19 319 kg (42 579,1 lb)
- Peso máximo al despegue: 37 195 kg (81 977,8 lb)

### Rendimiento
- Velocidad máxima operativa (Vno): 982 km/h (610 MPH; 530 kt)
- Velocidad crucero (Vc): 837 km/h (520 MPH; 452 kt)
- Alcance: 3380 km (1825 nmi; 2100 mi)
- Alcance en combate: 3970 km (2144 nmi; 2467 mi)
- Techo de vuelo: 12 495 m (40 994 ft)
- Carga alar: 421 kg/m² (86,2 lb/ft²)

### Armamento
- Cañones: 2× M3L de 20 mm en la torreta de cola[7]
- Bombas: 5800 kg de capacidad para llevar:
  - 12× Mark 82 de 226,8 kg
  - 6× Mark 83 de 453,6 kg
  - 8× bombas antiblindaje de 725,7 kg
  - 4× bombas de 907,2 kg
  - 1× bomba nuclear de caída libre

### Desarrollos relacionados
- Douglas B-66 Destroyer

### Aeronaves similares
- Ilyushin Il-28
- Sud Aviation Vautour
- Yakovlev Yak-28

### Secuencias de designación
- Secuencia A_D (Aviones de Ataque de la Armada estadounidense, 1946-1962 (Douglas, 1922-1962)): AD - A2D - A3D - A4D
- Secuencia A-_ (Aviones de Ataque estadounidenses, 1962-presente): A-1 - A-2 - A-3 - A-4 - A-5 - A-6 →

### Listas relacionadas
- Anexo:Aeronaves de la Fuerza Aérea de los Estados Unidos (históricas y actuales)
- Anexo:Aeronaves militares de los Estados Unidos (navales)